# Lijst van delegatieleiders Europees Parlement VVD
Hieronder staat een lijst van delegatieleiders van VVD in het Europees Parlement.

## Delegatieleiders
| Delegatieleider | Delegatieleider            | Delegatieleider                            | Termijn                          | Periode   |
| --------------- | -------------------------- | ------------------------------------------ | -------------------------------- | --------- |
|                 | C. (Cees) Berkhouwer       | dr. C. (Cees) Berkhouwer (1919–1992)       | 17 juli 1979 – 24 juli 1984      | 1979–1984 |
|                 | H.R. (Hans) Nord           | dr. H.R. (Hans) Nord (1919–1996)           | 24 juli 1984 – 24 juli 1989      | 1984–1989 |
|                 |                            | drs. G.M. (Gijs) de Vries (1956)           | 24 juli 1989 – 3 augustus 1998   | 1994–1994 |
| 1994–1999       |                            | drs. G.M. (Gijs) de Vries (1956)           | 24 juli 1989 – 3 augustus 1998   |           |
|                 | J.G.C. (Jan Kees) Wiebenga | mr. J.G.C. (Jan Kees) Wiebenga (1947)      | 3 augustus 1998 – 8 oktober 2001 |           |
| 1999–2004       | J.G.C. (Jan Kees) Wiebenga | mr. J.G.C. (Jan Kees) Wiebenga (1947)      | 3 augustus 1998 – 8 oktober 2001 |           |
|                 |                            | J. (Jules) Maaten (1961)                   | 8 oktober 2001 – 14 juli 2009    |           |
| 2004–2009       |                            | J. (Jules) Maaten (1961)                   | 8 oktober 2001 – 14 juli 2009    |           |
|                 | J.C. (Hans) van Baalen     | mr.drs. J.C. (Hans) van Baalen (1960-2021) | 14 juli 2009 – 2 juli 2019       | 2009–2014 |
| 2014–2019       | J.C. (Hans) van Baalen     | mr.drs. J.C. (Hans) van Baalen (1960-2021) | 14 juli 2009 – 2 juli 2019       |           |
|                 | M. (Malik) Azmani          | mr. M. (Malik) Azmani (1976)               | 2 juli 2019 – heden              | 2019–2024 |